# Mamoa do Alto do Cotorino

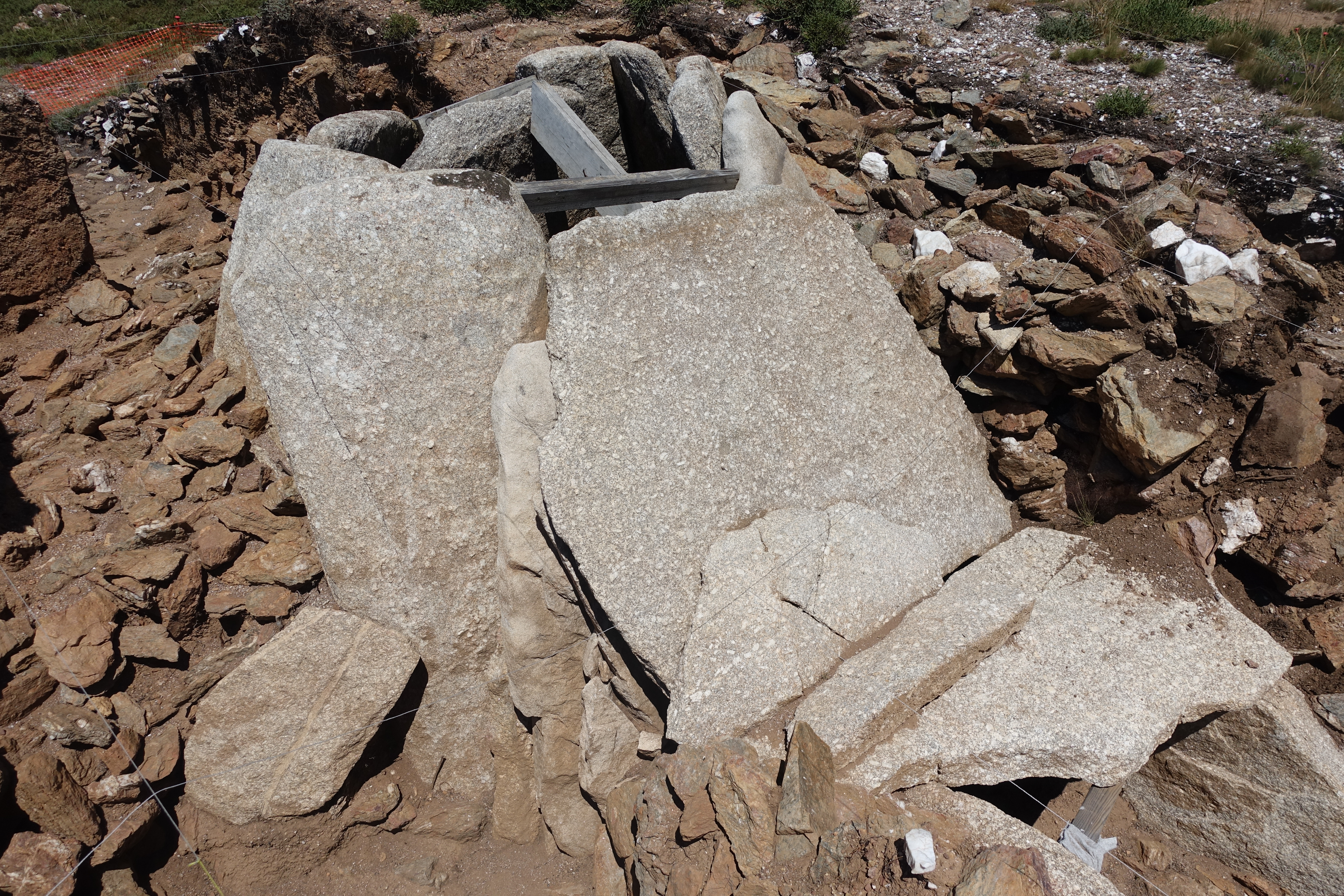
Mamoa do Alto do Cotorino

Die Mamoa do Alto do Cotorino (dt. Grabhügel von Alto do Cotorino), auch Alto do Catorino genannt, liegt in der ehemaligen Gemeinde Lixa do Alvão (heute Alvão) westlich der Kreisstadt Vila Pouca de Aguiar, nördlich der Nationalstraße N 206 in der Região Norte in Portugal. 
Der steile Grabhügel (Mamoa) hat einen Durchmesser von etwa 20,0 m. Im Hügel bilden acht bis zur Hügelkuppe reichende Tragsteine, die polygonale Kammer einer Anta ohne den entfernten Deckstein. Ein Gang scheint nicht vorhanden gewesen zu sein. Bemerkenswert ist die hervorgehobene Lage im Vergleich zu ursprünglich weiteren neun Megalithanlagen südlich der Straße. Heute sind noch die Reste von vier Gräbern auszumachen. 